# Anja Steinhauer
Anja Steinhauer (* 1965) ist eine deutsche Sprachwissenschaftlerin und Germanistin. Sie war von 1994 bis 2006 Mitarbeiterin der Gesellschaft für deutsche Sprache, seit 2006 ist sie freie Lektorin (unter anderem für den Dudenverlag) und Redakteurin (unter anderem für die internationale Fachzeitschrift Fachsprache).

## Veröffentlichungen
- Sprachökonomie durch Kurzwörter.  Tübingen 2000. ISBN 3-8233-5361-6
- Sprachliche Kürze. Konzeptuelle, strukturelle und pragmatische Aspekte. Hrsg. von Jochen A. Bär/Thorsten Roelcke/Anja Steinhauer. Walter de Gruyter: Berlin/New York 2007 (Linguistik – Impulse und Tendenzen 27), ISBN 978-3-11-020434-6.
- Schülerduden Rechtschreibtrainer. 5. bis 10. Klasse.  Dudenverlag: Mannheim 2010.
- Duden, das Wörterbuch der Abkürzungen. Mannheim 2011. ISBN 978-3-411-90269-9
- Crashkurs Rechtschreibung. Dudenverlag: Mannheim. 2. Aufl. 2011. ISBN 978-3-411-73362-0
- Crashkurs Grammatik. Dudenverlag: Mannheim. 2. Aufl. 2012. ISBN 978-3-411-73961-5
- mit Gabriele Diewald: Richtig gendern: Wie Sie angemessen und verständlich schreiben. Dudenverlag, Berlin 2017, ISBN 978-3-411-74357-5.